# 422
Het jaar 422 is het 22e jaar in de 5e eeuw volgens de christelijke jaartelling.

## Gebeurtenissen

### Klein-Azië
- Keizer Theodosius II tekent na twee jaar oorlog een vredesverdrag (die 100 jaar zal duren) met het Perzische Rijk. Hij accepteert een status quo ante bellum ("de situatie voor de oorlog"). Koning Bahram V belooft in zijn rijk godsdienstvrijheid en beëindigt de christenvervolgingen. Beide partijen blijven heersen over een verdeeld Armenië.
- Theodosius II ontvangt van de Senaat een standbeeld in Hebdomon, militaire paradeplaats aan de oevers van de Zee van Marmara, net buiten Constantinopel. Op de piëdestal (fragmenten zijn te bezichtigen in het Archeologisch museum van Istanboel), staat de inscriptie “overal en voor eeuwig zegevierend”.

### Europa
- De Vandalen onder leiding van Gunderik verslaan in Murcia een Romeins leger en veroveren de belangrijke havenstad Cartagena. Ze breiden hun macht verder uit naar het zuiden in Andalusië.

### Italië
- Keizer Honorius laat zijn halfzuster Galla Placidia verbannen; zij vertrekt met haar kinderen Grata Honoria en Valentinianus naar het keizerlijk paleis in Constantinopel.
- Paus Celestinus I (r. 422-432) volgt Bonifatius I op als de 43e paus van Rome. Tijdens zijn pontificaat organiseert hij het Concilie van Efeze en veroordeelt het nestorianisme.

## Geboren
- Genoveva van Parijs, Frans patroonheilige (overleden 502)
- Licinia Eudoxia, Romeins keizerin (overleden 462)

## Overleden
- Abraham van Cyrrhus, Syrisch kluizenaar en bisschop
- 4 september - Bonifatius I, paus van de Katholieke Kerk
- Fa Hsien, Chinese monnik en reiziger (waarschijnlijke datum)
- Maximus van Hispania, Romeins usurpator (waarschijnlijke datum)